# Девічанський потік (притока Сикениці)
Девічанський потік (словац. Devičiansky potok) — річка в Словаччині; ліва притока Сикениці довжиною 9.5 км. Протікає в окрузі Левіце.
Витікає в масиві Штявницькі гори на висоті 340 метрів. Протікає територією сіл Девічани і Држениці.
Впадає в Сикеницю на висоті 198 метрів.